# 131762 Csonka
131762 Csonka este un asteroid din centura principală de asteroizi.

## Descriere
131762 Csonka este un asteroid din centura principală de asteroizi. A fost descoperit pe 11 ianuarie 2002 la Piszkesteto de Krisztián Sárneczky și Zsuzsanna Heiner. Asteroidul prezintă o orbită caracterizată de o semiaxă mare de 2,54 ua, o excentricitate de 0,22 și o înclinație de 4,6° în raport cu ecliptica.